# Teatri antichi della Sicilia

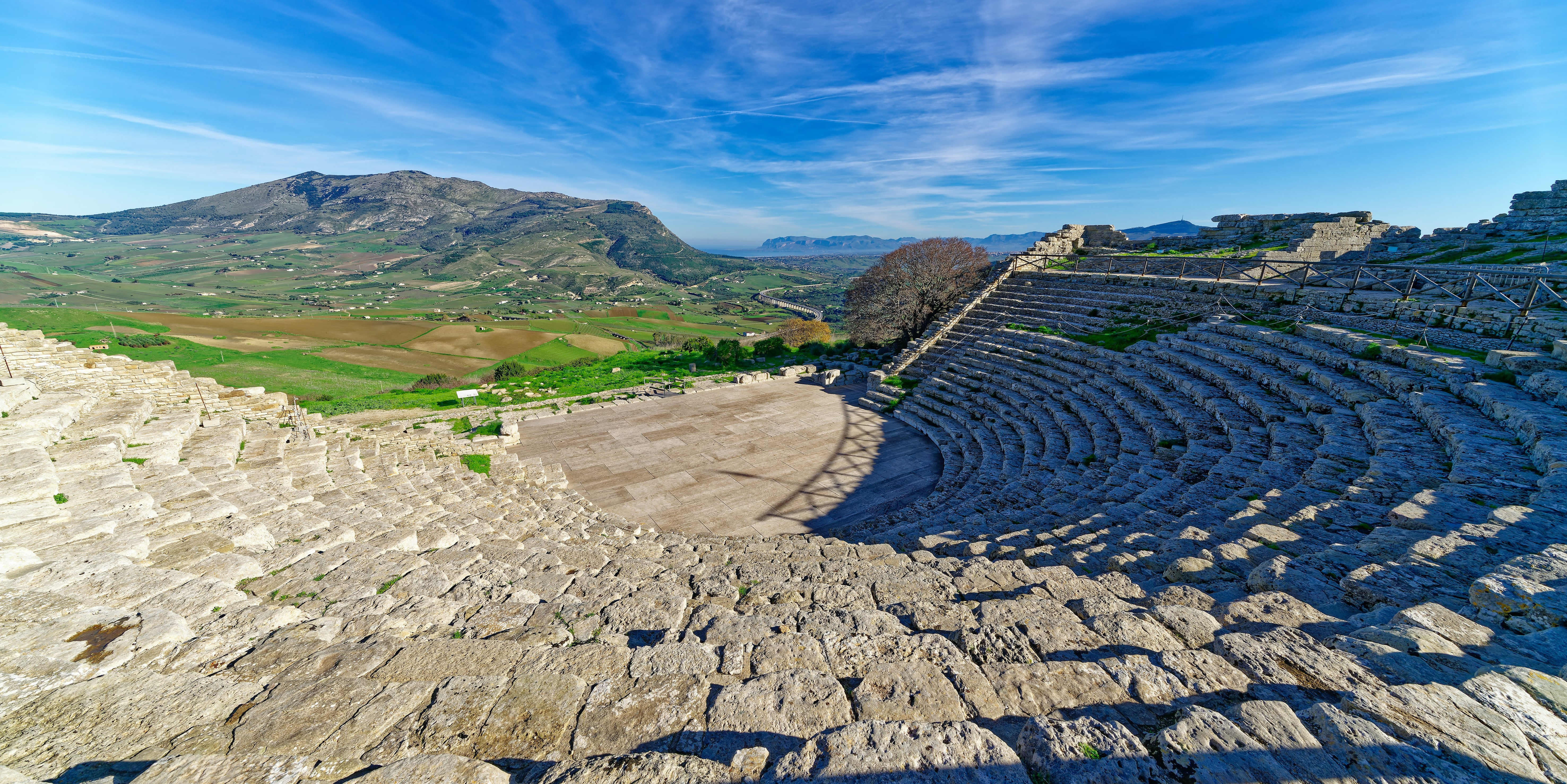
Il teatro di Segesta, tra i più conservati dell'isola

I teatri antichi della Sicilia sono le architetture teatrali della Sicilia greco-romana, appartenenti alle più influenti poleis dell'isola o ai centri indigeni che furono influenzati dall'arte e dall'architettura ellenica.

## Lista

### Teatri rinvenuti
| Nome                       | Data di costruzione                         | Comune / Città antica                               | Diametro della cavea | Coordinate                  | Immagine |
| -------------------------- | ------------------------------------------- | --------------------------------------------------- | -------------------- | --------------------------- | -------- |
| Teatro di Agira            | Circa IV secolo a.C.                        | Agira / Agyrion (Ἀγύριον)                           | circa 90 metri       | 37°39′15.29″N 14°31′23.25″E |          |
| Teatro di Akragas          | Fine III secolo a.C.                        | Agrigento / Akragas (Ἀκράγας)                       | 100 metri            | 37°17′45.51″N 13°35′27.12″E |          |
| Teatro di Akrai            | II secolo a.C.                              | Palazzolo Acreide / Akrai (Ἄκραι)                   | 37,5 metri           | 37°03′27.19″N 14°53′40.81″E |          |
| Teatro antico di Catania   | Fine V secolo a.C.                          | Catania / Katane (Κατάνη)                           | 98 metri             | 37°30′10.14″N 15°05′00.97″E |          |
| Teatro di Eloro            | IV-III secolo a.C.                          | Noto / Eloro (Έλωρος)                               |                      | 36°50′28.18″N 15°06′20.04″E |          |
| Teatro di Eraclea Minoa    | Fine IV secolo a.C. - inizi III secolo a.C. | Cattolica Eraclea / Heraclea Minoa (Ἡράκλεια Μινῴα) | 50,6 metri           | 37°23′39.8″N 13°16′50.08″E  |          |
| Teatro di Halaesa          | II sec. a.C.                                | Tusa / Halaesa (Ἄλαισα)                             | 77 metri             | 37°59′58.55″N 14°15′43.34″E |          |
| Teatro di Hippana          | Seconda metà IV secolo a.C.                 | Prizzi / Hippana (Ἱππάνα)                           | 52 metri             | 37°42′08.1″N 13°26′13.73″E  |          |
| Teatro di Monte Jato       | IV secolo a.C.                              | San Cipirello / Iaitas (Ἰεταί)                      | 67,9 metri           | 37°58′03.21″N 13°11′52.47″E |          |
| Teatro di Morgantina       | 350-325 a.C.                                | Aidone / Morgantina (Μοργάντιον)                    | 57,5 metri           | 37°25′48.18″N 14°28′45.47″E |          |
| Teatro di Segesta          | Metà IV secolo a.C. (o II secolo a.C.)      | Calatafimi Segesta / Segesta (Ἕγεστα)               | 63 metri             | 37°56′27.59″N 12°50′37.8″E  |          |
| Teatro arcaico di Siracusa | V secolo a.C.                               | Siracusa / Syracusae (Συράκουσαι)                   |                      | 37°04′31.44″N 15°16′24.71″E |          |
| Teatro greco di Siracusa   | III secolo a.C.                             | Siracusa / Syracusae (Συράκουσαι)                   | 138 metri            | 37°04′33.88″N 15°16′30.18″E |          |
| Teatro di Solunto          | IV secolo a.C.                              | Santa Flavia / Solus (Σολοῦς)                       | 46,6 metri           | 38°05′38.99″N 13°31′54.93″E |          |
| Teatro antico di Taormina  | III secolo a.C.                             | Taormina / Tauromenion (Ταυρομένιον)                | 109 metri            | 37°51′08.6″N 15°17′32.12″E  |          |
| Teatro greco di Tindari    | Fine del IV secolo a.C.                     | Patti / Tyndaris (Τυνδαρίς)                         | 76 metri             | 38°08′37.01″N 15°02′32.31″E |          |

### Teatri attestati
Esistono, inoltre, tre teatri greci attestati dalle fonti ma non ancora rinvenuti.
| Nome                    | Data di costruzione | Provincia | Comune               | Città antica      | Fonte |  |
| ----------------------- | ------------------- | --------- | -------------------- | ----------------- | --- |  |
| Teatro di Enna          | III secolo a.C.     | Enna      | Enna                 | Henna (Ἔννα)      | Diodoro Siculo, Bibliotheca historica, XXXIV,11-14; Tito Livio, Ab Urbe condita libri, XXIV,39; Polieno, Stratagemmi, VIII,21. |  |
| Teatro di Kaukana       |                     | Ragusa    | Santa Croce Camerina | Kaukana (Καυκάνα) | Claudio Tolomeo, Geografia, III,4.7; Procopio, Storia delle guerre: Guerra vandalica, I,14; Tommaso Fazello, Julius Schubring. |  |
| Teatro greco di Messina | IV secolo a.C.      | Messina   | Messina              | Messena (Μεσσήνη) | |  |

### Teatri ipotizzati
Per quanto riguarda i teatri di altre poleis, sono state avanzate solamente ipotesi:
- Gela (Γέλα): identificazione ipotetica su base letteraria e documentaria
- Kamarina (Καμαρίνα): identificazione dubbia[15]
- Panormus (Πάνορμος): identificazione ipotetica su base epigrafica
- Rocca d'Entella (Ἔντελλα): identificazione ipotetica su base epigrafica
- Selinunte (Σελινοῦς): identificazione dubbia
- Solunto (Σολοῦς): identificazione teatrale dubbia